# لوازم جانبی موبایل

گوشی‌های هوشمند با قلم

لوازم جانبی موبایل شامل هر سخت‌افزاری است که در عملکرد عادی تلفن همراه که توسط شرکت سازنده تولید شده‌است، نمی‌باشد. به‌طور مثال یک قاب محافظ، یک لوازم جانبی محسوب می‌شود.
لوازم جانبی موبایل شامل طبف گسترده‌ای از ابزارهای می‌باشد که مهم‌ترین آن‌ها قاب محافظ، محافظ صفحه نمایش گوشی (گلس)، کابل شارژ و انتقال داده‌ها، پاوربانک، پایه نگهدارنده (هولدر)، شارژر وایرلس، شارژر فندکی، بند نگهدارنده، خنک‌کننده گوشی، دسته‌های گیمینگ و … می‌باشند.

## قاب محافظ

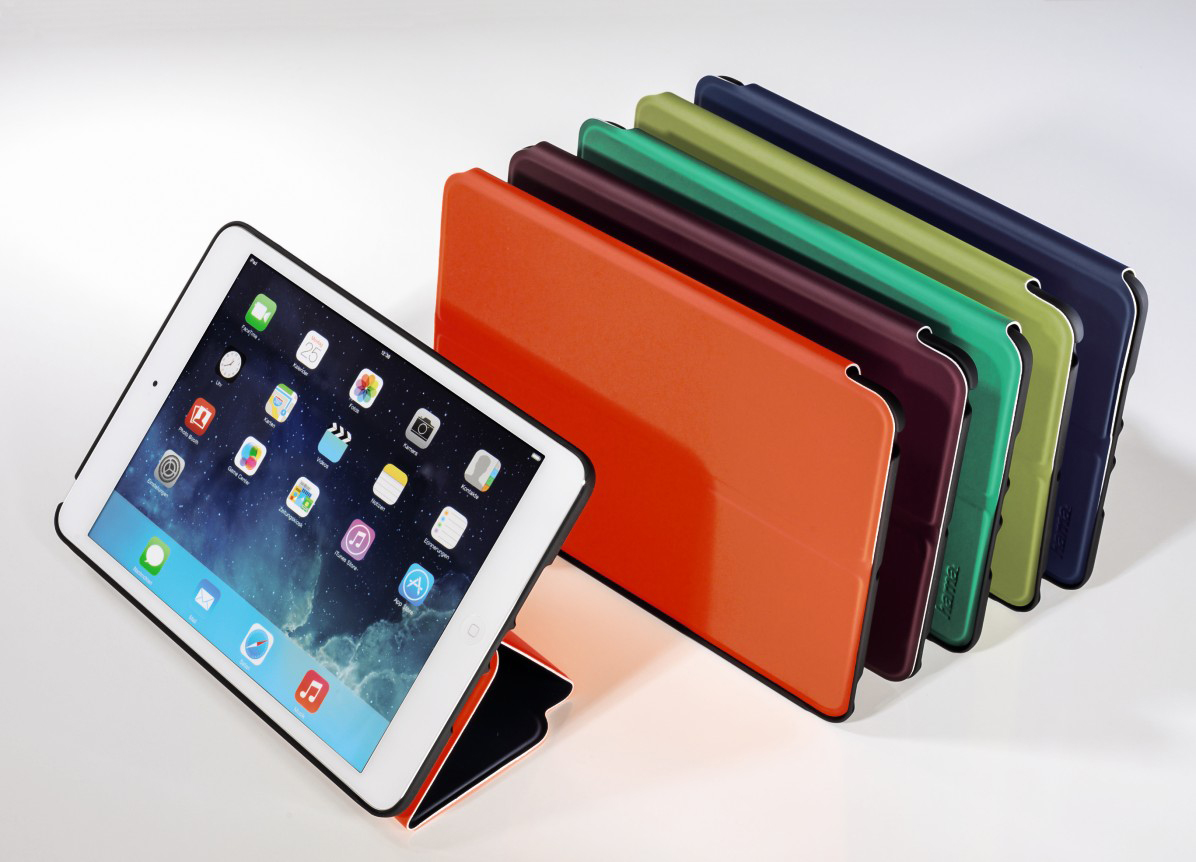
یک کیف محافظ با پوشش صفحه نمایش گوشی که به یک پایه افقی برای گوشی نیز تبدیل می‌شود

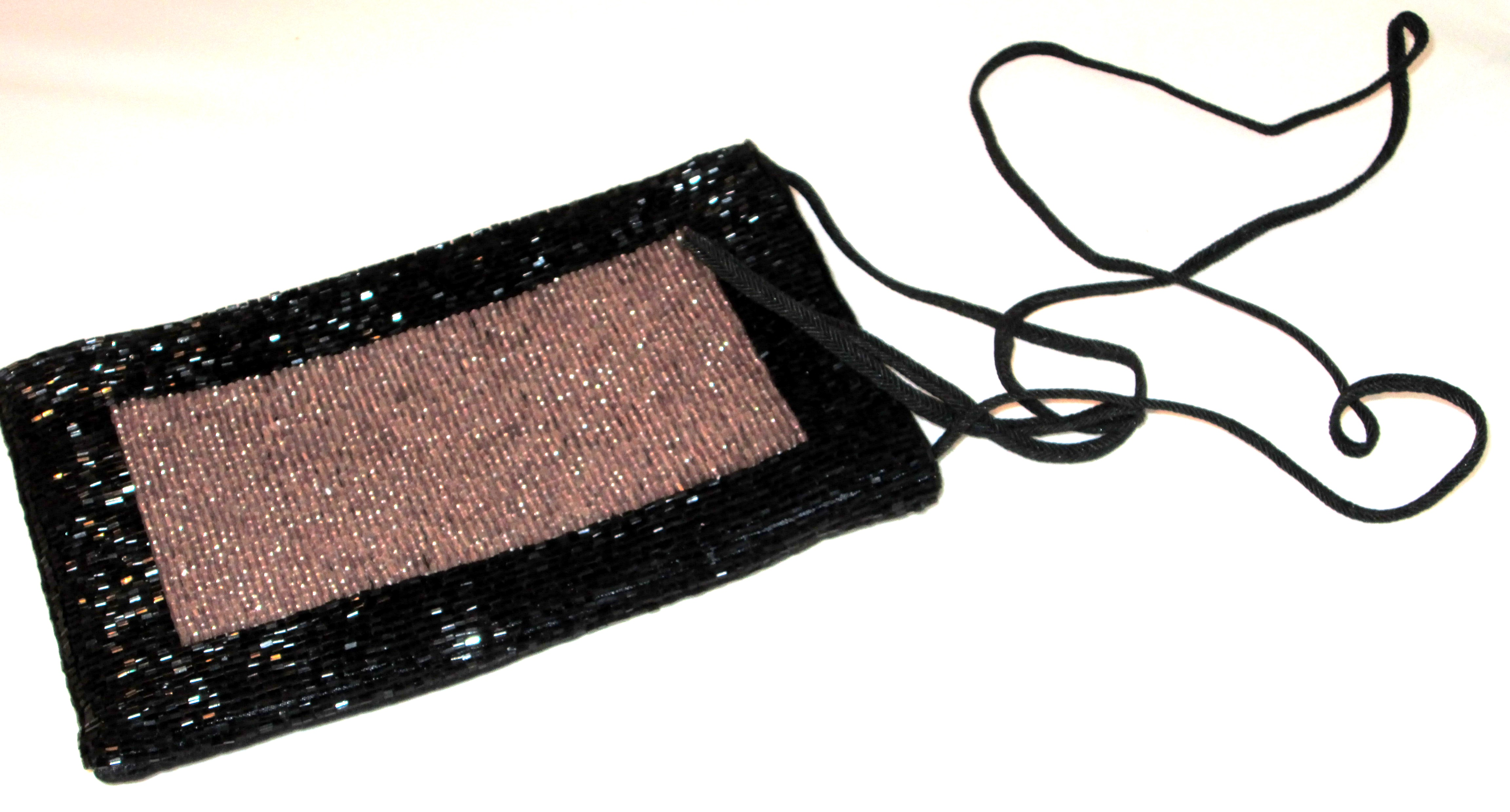
یک کیف حمل گوشی مویابل که آویزان می‌شود

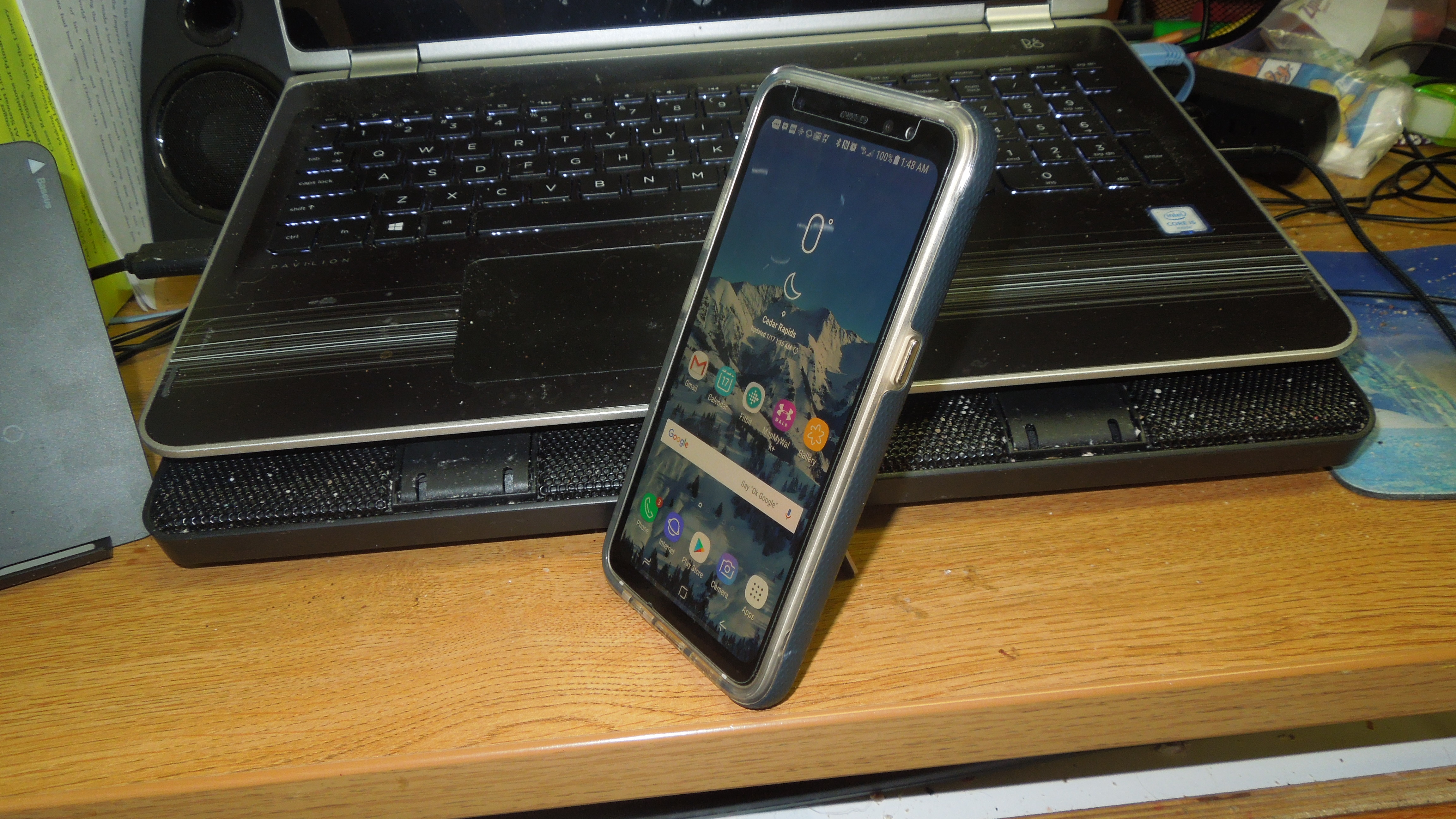
یک Samsung Galaxy S8 Active با قاب محافظ با قابلیت استند عمودی

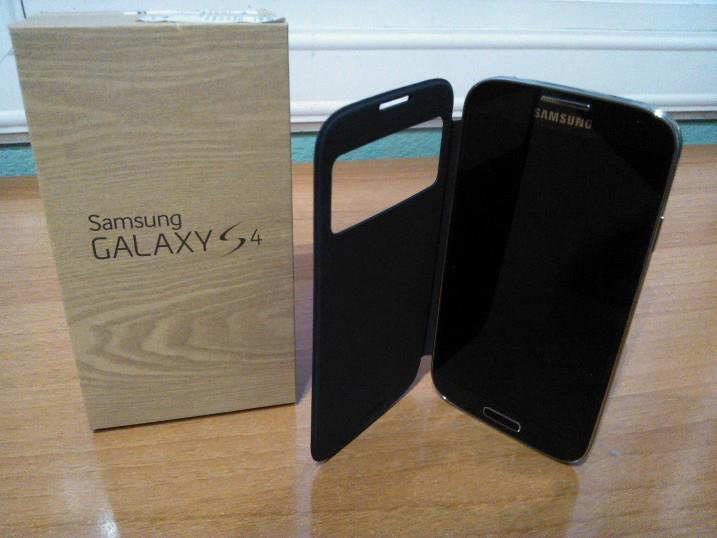
یک کیف مدل S-View سامسونگ گلکسی S4 با پوشش صفحه نمایش گوشی و پنجره پیش نمایش

قاب محافظ برای محافظت از گوشی تلفن همراه در برابر آسیب‌های مختلف طراحی شده‌است. قاب محافظ محبوب‌ترین لوازم جانبی‌ها است. اندازه قاب محافظ بر اساس اندازه صفحه نمایش گوشی می‌باشد. قاب‌ها مدل‌های مختلفی دارند:
- کیفی
- چرمی
- ضربه‌گیر
- کیف پول
- کیف چرمی
- سیلیکونی
- محافظت در برابر سقوط و ضربه
- قاب‌های باتری‌دار

## محافظ صفحه نمایش (گلس)
محافظ صفحه نمایش یا گلس سخت‌افزاری است که به منظور محافظت از صفحه نمایش گوشی در برابر خط و خش، شکستگی و سایر آسیب‌های مشابه، بر روی آن نصب می‌شود. گلس‌ها انواع مختلفی دارند که شامل گلس‌های شیشه‌ای، گلس‌های پلاستیکی، گلس‌های تلقی و … می‌شوند.

## کابل شارژ و انتقال داده‌ها
از مهم‌ترین لوازم جانبی یک موبایل، کابل شارژ و انتقال داده آن است. باتری گوشی به کمک این کابل شارژ خواهد شد و همچنین به کمک این کابل می‌توان اطلاعات را از گوشی به کامپیوتر یا بالعکس انتقال داد.

## شارژر فندکی
شارژر فندکی یک آداپتور کوچک است که با وصل شدن به درگاه فندک خودرو، امکان شارژ گوشی در خودرو را فراهم می‌نماید. شارژرهای فندکی خودرو از یک طرف به محل فندک خودرو وصل می‌شوند و در سمت دیگر دارای یک یا چند نوع پورت USB برای شارژر دستگاه‌های مختلف هستند.

## پایه نگهدارنده (هولدر)
پایه نگهدارنده یا هولدر نیز یکی از لوازم جانبی‌های ضروری برای یک گوشی موبایل است. پایه نگهدارنده گوشی موبایل را ثابت و محکم بر روی میز کار یا درون خودرو نگهداری می‌کند. پایه‌های نگهدارنده انواع مختلفی دارند که هر کدام کارایی مخصوص به خود را دارد. 
انواع هولدر موبایل:
هولدر داشبوردی
هولدر دریچه ای
هولدر مغناطیسی(مگنتی)
هولدر گیره ای
هولدر پایه دار

## پاوربانک یا شارژر همراه
از دیگر لوازم جانبی‌های ضروری برای یک گوشی تلفن همراه، پاوربانک یا شارژر همراه است. به کمک پاوربانک می‌توان باتری گوشی را در مواقع اضطراری یا هنگام عدم دسترسی به برق شهری، شارژ مجدد نمود.

## پیش بینی بازار لوازم جانبی تلفن همراه
پیش‌بینی می‌شود که بازار جهانی لوازم جانبی تلفن همراه با رشد سالانه 7.1 درصدی از 96.5 میلیارد دلار در سال 2024 به 160.6 میلیارد دلار در سال 2033 افزایش یابد. نیروهای محرک شامل افزایش تقاضا برای لوازم جانبی بی سیم مانند هدست های بلوتوث و پذیرش بیشتر گوشی های هوشمند در بازارهای در حال ظهور است. انتظار می رود که منطقه آسیا و اقیانوسیه با بهره مندی از قابلیت های بزرگ تولیدی و مصرف کنندگان آگاه از فناوری، رهبری بازار را بر عهده بگیرد. سازندگان احتمالاً بر توسعه لوازم جانبی نوآورانه و چند منظوره با اتصال بیشتر و ارگونومی بهبود یافته تمرکز خواهند کرد.